# Ingen fara på taket
Ingen fara på taket (originaltitel: Bringing Up Baby) är en amerikansk screwballkomedi från 1938 i regi av Howard Hawks, med Cary Grant och Katharine Hepburn i huvudrollerna. Filmen innehåller dessutom inte mindre än två jaguarer, en hund, ett dinosaurieskelett och en uppsjö av förvecklingar och komiska situationer.

## Handling
David Huxley (Cary Grant) är en paleontolog som har en hel hoper med problem; han försöker sätta ihop ett komplett skelett av en Brontosaurus, hans giftermål är om några dagar och han måste imponera på Mrs. Random för att försäkra sig om en donation till museet.
Dagen innan han ska gifta sig träffar han Mrs. Randoms brorsdotter Susan Vance (Katharine Hepburn). Susan har just fått en leopard – kallad Baby – skickad till sig. Då Susan är övertygad om att David är en zoolog så övertalar hon honom att komma till hennes hus på landet för att ta hand om leoparden. Därefter spinns en komplicerad och heltokig historia om saknade dinosaurieben, folk som blir felaktigt identifierade, fängelsevistelser och cirkusar.

## Medverkande i urval
- Cary Grant – Dr. David Huxley
- Katharine Hepburn – Susan Vance
- Charles Ruggles – Horace Applegate
- Barry Fitzgerald – Aloysius Gogarty, trädgårdsmästare
- Walter Catlett – Mister Slocum
- May Robson – Elizabeth Carlton Random
- Fritz Feld – Dr. Fritz Lehman
- George Irving – Dr. Alexander Peabody, advokat
- "Nissa" (leopard) – "Baby" och cirkusleopard
- "Skippy" (terrier) – "George"

## Produktion

### Förlaga och manusarbete
Filmen är baserad på en novell av Hagar Wilde från tidningen Collier's betitlad "Bringin Up Baby". Den humoristiska novellen skiljer sig på ett antal plan från den färdiga filmen: filmens David och Susan är inte förlovade, han är inte en vetenskapsman, och det finns varken en dinosaurie, dess saknade nyckelben eller ett museum. I novellen finns dock den tama pantern "Baby" som Susan fått från brodern Mark för att ge i gåva till deras faster Elizabeth, och David och Susan måste fånga pantern i Connecticuts vildmark med hjälp av panterns favoritmelodi "I Can't Give You Anything but Love, Baby".
Manusarbetet genomgick flera faser, och i en version fanns en scen med tårtkastning, inspirerad av Mack Sennett-filmer. Wilde deltog i manusskrivandet, tillsammans med den inhyrde manusförfattaren Dudley Nichols; de båda inledde därefter ett kärleksförhållande.

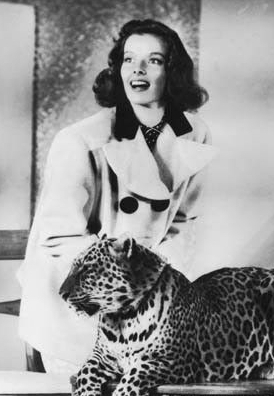
Katharine Hepburn med leoparden "Nissa" (filmens "Susan Vance" respektive "Baby").

Nichols var instruerad att skriva manuset med tanke på Katherine Hepburn i rollen som Susan Vance. Nichols hade tidigare arbetat med John Ford-filmer, och ryktena om en amorös relation mellan Ford och Hepburn inspirerade till att filmens Dr. Huxley fick runda glasögon à la Ford. Scenen med hunden "George" som smiter iväg och gräver ner ett dinosaurieben influerades av motsvarande scen i Harold Knerrs tecknade serie Dinglehoofer und His Dog Adolph.
Filmforskare är osäkra om Ingen fara på taket är den första film eller skönlitteratur (vid sidan om ren pornografi) där ordet gay används i betydelsen 'homosexuell' (till skillnad från i den äldre betydelsen 'glad'). Detta sker i filmen i en scen där Grants rollfigur tvingas klä sig i kvinnokläder och därefter ge en förklaring till sitt "påhitt" ("Because I just went gay all of a sudden!"); ordet finns inte med i manuset utan var ett plötsligt infall från Grants sida. Det är också osäkert om ordet här användes i den ursprungliga betydelsen 'glad' eller om det var en medveten och humoristisk referens till homosexualitet.

### Rollbesättning
Carole Lombard var ursprungligen påtänkt i rollen som Susan Vance. Katharine Hepburn valdes dock i rollen som den välbärgade unga New England-kvinnan, baserat på hennes bakgrund och likheter med rollfigurer. Produktionsbolaget RKO Pictures hade dock betänkligheter, eftersom Hepburn hade högt gage och för att hennes senaste filmer inte blivit några kassasuccéer. För rollen som paleontologen David Huxley nämndes Harold Lloyd, Robert Montgomery, Fredric March och Ray Milland; producenten Berman sade dock nej till Lloyd och de andra tackade nej till rollerbjudandet.

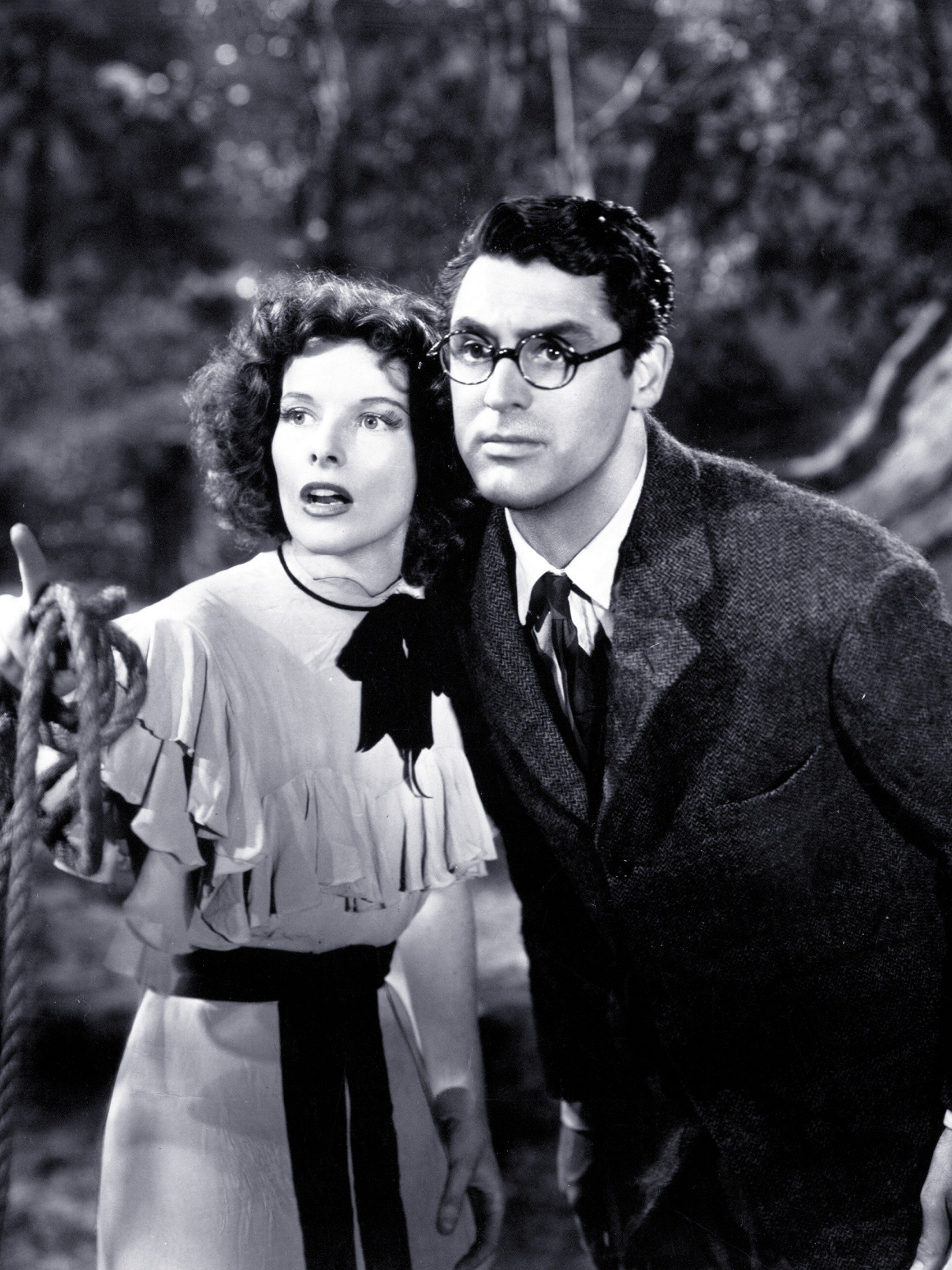
"Susan Vance" och "Dr. Huxley" (Katharine Hepburn resp. Cary Grant), på jakt efter förrymd leopard.

Det var regissören Hawks vän Howard Hughes (som 1941 tog över RKO Pictures) som föreslog Cary Grant i rollen som Dr. Huxley. Grant var ursprungligen tveksam till att spela en akademiker och dröjde två veckor innan han accepterade erbjudandet. Hawks hjälpte till med coachning av Grant och rekommenderade honom att titta på Harold Lloyd-filmer för att lättare komma in i rollen. Vid ett antal tillfällen under filminspelningen sammanträffade Hughes med Grant för att diskutera dennes roll.
Eftersom ingen tam panter kunde hyras till produktionen bestämdes att man istället skulle använda en "vanlig" leopard (som till skillnad från den svarta pantervarieteten är gul med fläckar). Den tränade leoparden "Nissa" hade i åtta års tid figurerat som djurskådespelare i B-filmssammanhang.

### Filminspelningen
Filminspelningen gjordes hösten 1937, och golfscenerna filmades på Bel Air Country Club. Hepburn hade inledningsvis svårt att hitta rätt nivå på sin komik och spelade ofta över. Hon fick ta hjälp av den mångårige skådespelaren Walter Catlett, som visade för henne att han kunde vara roligare i komiska scener om han spelade allvarligt. Hepburn imponerades av Catletts förevisande och insisterade på att han skulle beredas rollen som poliskonstapeln Slocum i filmen.
Det mesta av filmen spelades in på Arthur Ranch i San Fernando Valley, vilken kom att tjäna som faster Elizabeths herrgård i både inomhus- och utomhusscener. Under inspelningsperioden på Arthur Ranch tog både Grant och Hepburn stora friheter med manuskriptet i tagningarna, något som ledde till många omtagningar på grund av skådespelare som brustit ut i skratt. Scenen där Dr. Huxley frågar Susan Vance var hans ben ligger nergrävt tog över sex timmar att spela in. De avslutande scenerna vid arresten i Westlakes tog tolv dagar mot planerade fem. Hawks bidrog själv till produktionsförseningarna genom att hoppa över en inspelningsdag då han skulle se på en hästkapplöpning, även om han senare mestadels skyllde på sina två filmstjärnors skrattanfall och hanteringen av två djurskådespelare (leoparden samt hunden "George").

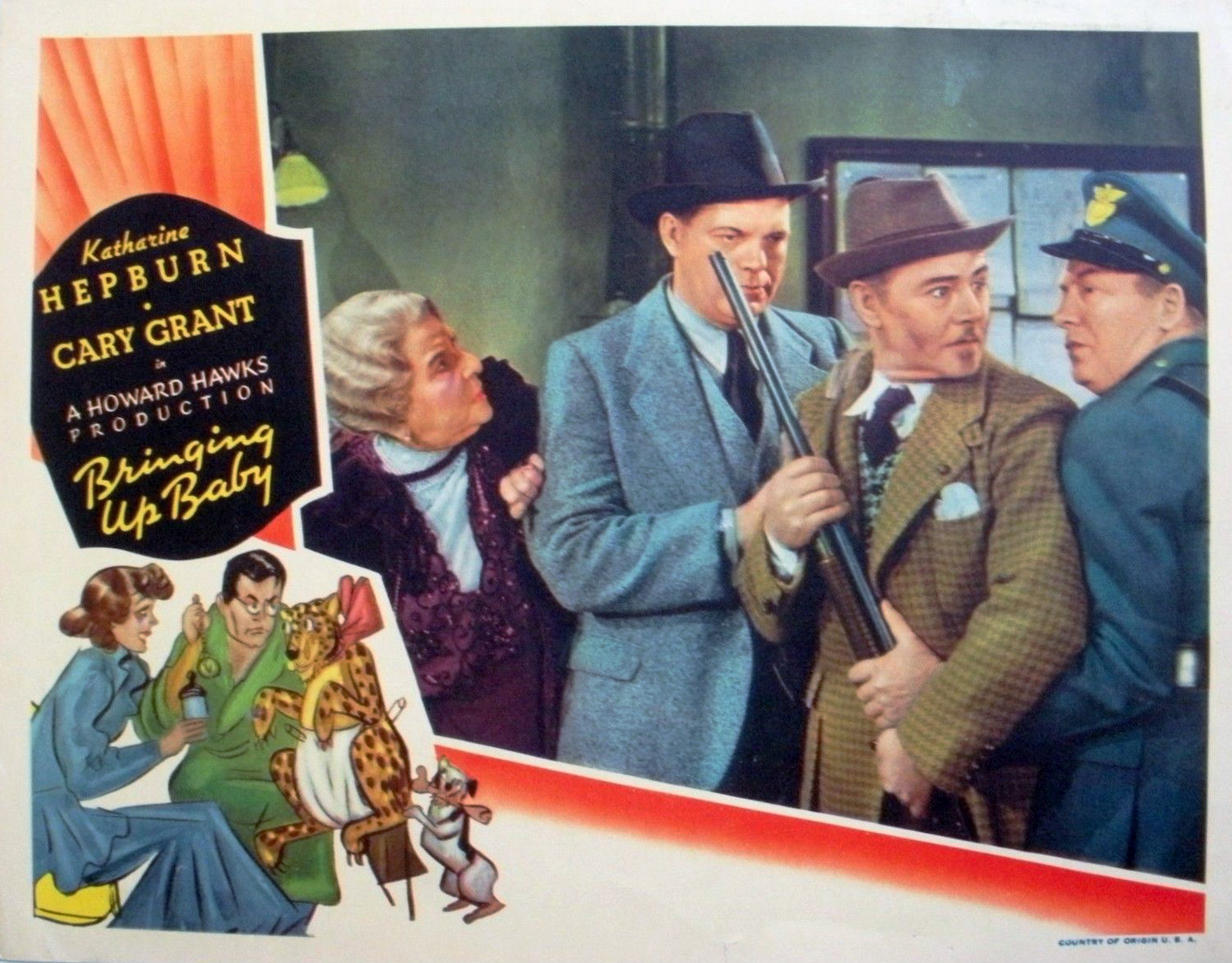
May Robson och Charles Ruggles (som "Elizabeth Carlton Random" resp. "Horace Applegate") ett och trea fr.v. vänster.

Terriern "George" spelades av Skippy, känd som "Asta" i Den gäckande skuggan-filmerna och som "Mr. Smith" i Min fru har en fästman (där han spelade mot Cary Grant). Den tama leoparden "Baby" och den förrymda cirkusleoparden spelades båda av den tränade leoparden Nissa, vars tränare Olga Celeste assisterade utanför bild under tagningarna. Hepburn var kraftigt parfymerad för att hålla Nissa lugn och var helt orädd inför den stora katten, medan Grant ofta var vettskrämd; de flesta av scenerna med honom och leoparden var närbildstagningar med Grants stand-in.

### Efterarbete
Filminspelningen slutfördes i början av januari 1938, 40 dagar försenade och rejält över budget. En första färdigklippt filmversion var klar i mitten av januari, och den skickades till "Hayes Office" (branschens rådande förhandsgranskning). Trots ett antal dubbeltydigheter och sexuella anspelningar godkändes filmen – inkluderat Grants replik med "went gay" och Hepburns syftning till "Georges" urinerande. Censorns enda anmärkningar gällde scenen där Susans klänning blir ituriven och referenser till några politiker.
Den här är en av alla de Hawkskomedier som utmärks av sitt höga tempo, trots att den mestadels består av långa tagningar i helbild och med endast en mindre mängd korsklippningar. Hawks berättade för Peter Bogdanovich (regissören av Go’dag yxskaft?) att man får ett högre tempo när man låter skådespelarna röra sig snabbt i bild än när man korsklipper snabbt.

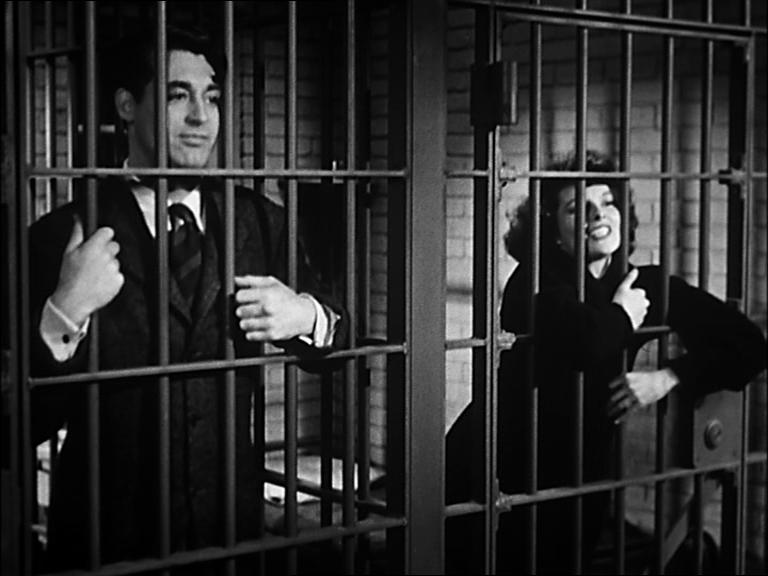
"Dr. Huxley" och "Susan Vance" inom lås och bom.

18 februari hade filmen klippts ner från ursprungliga 3093 meter till 2805 meter. Vid filmens andra förhandsvisning gavs utmärkta betyg, vilket ledde RKO till att tro att filmen skulle bli en stor framgång.
Ingen fara på taket har endast en mindre mängd filmmusik, i första hand Grants och Hepburns rollfigurer som sjunger "I Can't Give You Anything But Love, Baby".
Ingen fara på taket har visats i SVT, bland annat 1987, 2004 och i juli 2025.

## Mottagande
De amerikanska filmrecensenterna var delade i sina bedömningar, med goda betyg bland annat för Hawks regi och filmens tempo. Recensionen i The New York Times var dock mindre nöjd och ansåg att den var fylld av klichéer och endast en omtuggning av tidens många andra screwballkomedier. Särskilt negativ var han mot Hepburns bidrag, vilket han ansåg vara oerhört tröttsamt.
Filmen var inte särskilt framgångsrik vid sin amerikanska biopremiär, även om den fick bra bland annat de större städerna i Kalifornien. Den medelmåttiga framgången med filmen ledde till att RKO löste Hawks från hans kontrakt med bolaget. Hawks erkände att den färdiga filmen hade ett stort fel – att alla var knasiga, att det inte fanns en enda normal människa i den.
Filmen har under senare biorepriser och TV-visningar blivit mer uppmärksammad. Under 1960-talets nya europeiska filmvåg spreds den vidare, som en tidlös komedi och den kanske mest klassiska av screwballkomedier. Peter Bogdanovich' Go’dag yxskaft? (1972) producerades ursprungligen som en pastisch på Ingen fara på taket; i den filmen figurerar en geolog (istället för en paleontolog), medan rollen som den pratsamma, infallsrika och excentriska unga kvinnan spelas av Barbra Streisand.
1990 (det andra verksamhetsåret) valde National Film Registry vid USA:s Library of Congress ut Ingen fara på taket till en av de konserverade filmerna för dess "kulturella, historiska eller estetiska betydelse".